# Société française de statistique
La Société française de statistique (SFdS) est une société savante fondée en 1997, spécialisée dans la statistique, qui a pour mission de promouvoir l'utilisation de la statistique et sa compréhension et de favoriser ses développements méthodologiques, notamment en intelligence artificielle.

## Actions

### Édition
Elle édite les revues Computo et Statistique et Société. Elle a aussi éditée le journal de la société française de statistique, les revues Statistique et enseignement et Case Studies In Business, Industry And Government Statistics en collaboration avec l'université Bentley.
Elle participe également aux collections Pratique de la Statistique (Presses Universitaires de Rennes), Le Monde des Données (EDP Sciences), La Statistique Autrement (Technip) et les actes des Journées d'étude en Statistique.

### Événements et vulgarisation
Elle organise par ailleurs les journées de statistique.

### Prix
Elle décerne le prix du Docteur-Norbert-Marx pour des travaux en épidémiologie, de santé publique ou d'économie de la santé, le prix Marie-Jeanne Laurent-Duhamel pour récompenser les travaux de thèse de statisticiens francophones, le prix Pierre-Simon de Laplace pour récompenser un statisticien francophone, le prix de Statistique pour l'Actuariat, le prix Alain Desrosières et le prix Jean-Claude Deville.

## Histoire
Constituée le 6 août 1997, la SFdS a été reconnue d'utilité publique par décret du 3 décembre 1998. Elle est l'héritière de la société de statistique de Paris (SSP) fondée en 1860, de l'association pour la statistique et ses utilisations (ASU) fondée en 1969 et de la société de statistique de France (SSF) fondée en 1976.
La Société française de statistique est membre actif du Collège des Sociétés savantes académiques de France.

## Présidents
- 2015-2018 : Gérard Biau
- 2018-2021 : Jean-Michel Marin
- 2021-2024 : Anne Philippe
- Depuis 2024 : Christophe Biernacki